# Metacirolana nana
Metacirolana nana là một loài chân đều trong họ Cirolanidae. Loài này được Bruce miêu tả khoa học năm 1980.